# Víctor Gonzalo
Víctor Gonzalo Guirao es un exciclista profesional español. Nació en Vich (provincia de Barcelona) el 11 de marzo de 1967. Fue profesional entre 1989 y 1992 ininterrumpidamente.
Como amateur destacó obteniendo la victoria en el Circuito Montañés de 1988, lo que le valió para saltar a profesionales de la mano del equipo Reynolds.
Su carrera como profesional fue corta y sus mejores actuaciones fueron la victoria absoluta en el Circuito de Guecho de 1990, su segundo puesto en la Vuelta a Cantabria de 1989 y los terceros en la Vuelta a los Valles Mineros de 1990 y de la Vuelta a Murcia de 1989.
Su hermano mayor, Manuel Gonzalo, también fue ciclista profesional.

## Palmarés
1990
- Circuito de Guecho

## Equipos
- Reynolds (1989)
- Banesto (1990)
- CLAS-Cajastur (1991-1992)